# Conde da Esperança
Conde da Esperança é um título de nobreza que foi criado por decreto de 22 de setembro de 1878 do rei D. Luís I de Portugal a favor de José Maria Barahona Fragoso Cordovil Gama Lobo, 1º  visconde da Esperança.

## Titulares
1. José Maria Barahona Fragoso Cordovil Gama Lobo, 1º conde da Esperança
2. José Estevão Vieira de Barahona Fragoso Cordovil da Gama Lobo, 2º conde da Esperança
3. José Manuel Braamcamp de Matos Barahona Fragoso, 3º conde da Esperança
4. José Manuel Siguenza Barahona Fragoso, 4º conde da Esperança
5. José Estanislau Santos Silva Barahona Fragoso, 5º conde da Esperança